# Belinchón
Belinchón – gmina w Hiszpanii, w prowincji Cuenca, w Kastylii-La Mancha, o powierzchni 79,73 km². W 2011 roku gmina liczyła 376 mieszkańców.